# .17 HMR
.17 Hornady Magnum Rimfire, más conocido como el .17 HMR, es un cartucho de rifle de fuego anular, desarrollado por Littleman Mitchell en 2002. El .17 HMR es el resultado de ajustar el casquillo del .22 Magnum para alojar  una bala calibre .17 (4.5 mm), que es usualmente cargado con un proyectil de 17 granos (1.1 g) generando velocidades mayores a los 775 m/s (2,650 ft/s).

## Desarrollo

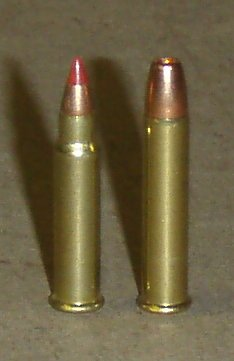
A la izquierda: 17 HMR, derech: 22 WMR

Hornady, conjuntamente con Marlin Firearms y Sturm, Ruger & Co. , empezaron a comercializar munición y rifles en 2002.  Mientras la munición era relativamente cara debido al alto rendimiento del 17 HMR,  era ya más barato que la munición de fuego central.  Por 2004, CCI, Remington y Federal Cartridge ya habían introducido munción 17 HMR.

## Disponibilidad

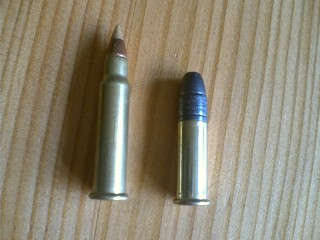
El .17 HMR con un proyectil balístico tip (izquierda) comparado con un .22 LR (derecha)

El 17. HMR es comercialmente cargado con balas que pesan entre 15.5 granos (1.00 g ), 17 granos (1.1 g), y 20 granos (1.3 g), con puntas huecas, puntas suaves, puntas de polímero, y FMJs. La balística terminal del .17 HMR la hace que los proyectiles se expandan rápidamente y la munición es menos común y más cara que los cartuchos .22 de fuego anular, pero la popularidad de los rifles en 17 HMR viene aumentando, generando una tendencia a la reducción del costo de la munición.

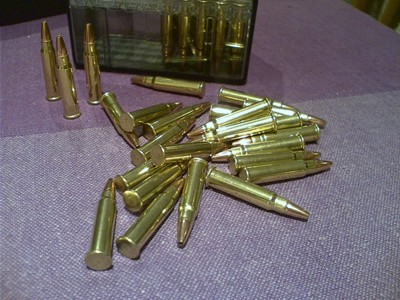
Una caja de balas .17 HMR de punta hueca

Ejemplos de rifles de cerrojo y rifles de palanca que se comercializan en  .17 HMR incluyen el Armscor M1700, CZ 452, Ruger Modelo 96, Savage 93, Marlin 917 y Steyr Scout.